# Фојница
Фојница је градско насеље и сједиште истоимене општине у средишњем делу Босне и Херцеговине, са око 3.600 становника у граду, односно 12.400 у општини (попис 2013). Лежи у долини Фојничке реке на надморској висини од 620 метара.

## Историја
Име града, у писаним документима, први пут се спомиње 18. марта 1365. године. Прва половина 15. века је период када Фојница у свом привредном и демографском ширењу достиже врхунац; урбани дио града прелази број од 2.000 становника са изразито јаком насеобином Дубровчана, отварају се нови рудници у Дежевицама (1403. године) и Дусини (1413. године), фрањевци граде манастир на Пазарницама, тргује се занатским производима израђеним од племенитих метала, кожом, свилом, вином, оружјем, кућним потрепштинама, скупоценим италијанским тканинама. Рударство, посебно производња сребра, било је најважнија привредна грана средњовековне Босне, а имало је несумњивог значаја и за привреду Европе онога времена. Узимајући у обзир богатство рудника као и стално присуство дубровачких златара (око 1430. године, укупно 12) који су се између осталог бавили и ковањем новца, највјероватније да је у Фојници дуго времена постојала ковница новца босанских владара. Новац означен као краљев често се помиње у изворима и то обично у вези са Фојницом.

## Становништво
|                      | 2013.          | 1991.           | 1981.           | 1971.           |
| Укупно               | 3 570 (100,0%) | 4 225 (100,0%)  | 3 411 (100,0%)  | 2 254 (100,0%)  |
| Бошњаци              | 2 417 (67,70%) | 2 095 (49,59%)1 | 1 722 (50,48%)1 | 1 262 (55,99%)1 |
| Хрвати               | 935 (26,19%)   | 1 563 (36,99%)  | 1 158 (33,95%)  | 745 (33,05%)    |
| Босанци              | 57 (1,597%)    | –               | –               | –               |
| Роми                 | 34 (0,952%)    | –               | –               | –               |
| Срби                 | 33 (0,924%)    | 130 (3,077%)    | 158 (4,632%)    | 134 (5,945%)    |
| Муслимани            | 25 (0,700%)    | –               | –               | –               |
| Албанци              | 22 (0,616%)    | –               | 24 (0,704%)     | –               |
| Неизјашњени          | 19 (0,532%)    | –               | –               | –               |
| Остали               | 18 (0,504%)    | 140 (3,314%)    | 11 (0,322%)     | 37 (1,642%)     |
| Босанци и Херцеговци | 6 (0,168%)     | –               | –               | –               |
| Црногорци            | 2 (0,056%)     | –               | 9 (0,264%)      | –               |
| Југословени          | 1 (0,028%)     | 297 (7,030%)    | 322 (9,440%)    | 76 (3,372%)     |
| Православци          | 1 (0,028%)     | –               | –               | –               |
| Македонци            | –              | –               | 5 (0,147%)      | –               |
| Словенци             | –              | –               | 2 (0,059%)      | –               |

1. 1 На пописима од 1971. до 1991. Бошњаци су пописивани углавном као Муслимани.